# 숀 그랜딜로
숀 그랜딜로(Sean Grandillo, 1992년 12월 9일 ~ )는 미국의 배우, 텔레비전 배우, 영화배우이다.
클리블랜드에서 태어났다.

## 영화
- 킹 코브라 (2016년)